# Natural Blues
Natural Blues è un singolo del musicista statunitense Moby, pubblicato il 14 marzo 2000 come quinto estratto dal quinto album in studio Play.

## Descrizione
Il brano presenta un campionamento dal brano a cappella Trouble So hard della cantante folk Vera Hall.

## Video musicale
Esistono due videoclip diversi dello stesso brano.
Uno, diretto da David LaChapelle, vede come protagonisti Christina Ricci e Fairuza Balk. Vinse l'MTV Europe Music Award al miglior video e venne nominato per i MuchMusic Video Awards come Miglior Video Internazionale.
L'altro, diretto da Susi Wilkinson, Hotessa Laurence e Filipe Alçada, è completamente animato (nello stesso stile di quello di Why Does My Heart Feel So Bad?) e presenta il personaggio del "Piccolo Idiota" che vaga per delle paludi con il suo cane.

## Tracce
UK CD single #1
1. Natural Blues (single version) – 3:03
2. The Whispering Wind – 6:08

UK CD single #2
1. Natural Blues (Perfecto mix) – 8:12
2. Natural Blues (Mike D edit) – 4:14
3. Natural Blues (Peace Division edit) – 6:29

## Classifiche
| Classifica (2000)                 | Posizione massima |
| --------------------------------- | ----------------- |
| Belgio (Vallonia)                 | 28                |
| Canada (dance)                    | 27                |
| Finlandia                         | 13                |
| Francia                           | 9                 |
| Germania                          | 46                |
| Irlanda                           | 18                |
| Italia                            | 19                |
| Paesi Bassi                       | 66                |
| Regno Unito                       | 11                |
| Stati Uniti (alternative)         | 24                |
| Stati Uniti (dance club)          | 11                |
| Stati Uniti (dance singles sales) | 6                 |
| Svizzera                          | 28                |
| Classifica (2010)                 | Posizione massima |
| Danimarca                         | 21                |